# Pablo José Hernández
Pablo José Hernández (Buenos Aires, 15 de febrero de 1952) es un escritor, periodista e historiador argentino.
Conocido por su superventas Conversaciones con José María Rosa.

## Trayectoria
Es miembro del Instituto Nacional de Revisionismo Histórico Argentino e Iberoamericano Manuel Dorrego, donde trabaja con el escritor Eduardo Rosa, hijo del historiador José María Rosa y el historiador Enrique Manson en la Biblioteca y Centro Documental José María Rosa, para la conservación y recuperación de la obra del historiador argentino revisionista.Colaboró en los suplementos culturales de Clarín, Mayoría y La Época. Fue columnista político en Tiempo Argentino y realizó reportajes y notas de opinión en revistas como Familia Cristiana y Esquiú, en órganos literarios como Pájaro de fuego y Megafón y en publicaciones políticas como La Patria Grande, Línea y Hechos e Ideas. Fue jefe de redacción de la colección de fascículos de la Historia de Nuestro Pueblo.
Ha dictado conferencias y cursos en instituciones culturales, educativas, religiosas, políticas y sindicales de la argentina y del Paraguay.[cita requerida]
Su obra de más trascendencia es Conversaciones con José María Rosa], por la cual fue conocido rápidamente en diferentes medios, especialmente en el ámbito político del nacionalismo peronista.
Es miembro del Cuerpo Académico del Instituto de Investigaciones Históricas Juan Manuel de Rosas.

## Premios
En 1996 AFOA le entregó el Premio Vocación Nacional, en el 2004 fue galardonado con el Premio Arturo Jauretche y en el 2008 con el Premio Oesterheld.[cita requerida]
Entre sus obras se encuentran:
Libros de Pablo José Hernández
1. Para leer a Mafalda; Meridiano; 1975.
2. Conversaciones con el padre Castellani; Hachette; 1977.
3. Malvinas: clave geopolítica; con Horacio Chitarroni; Castañeda ; 1977.
4. Conversaciones con José María Rosa; Colihue-Hachette; 1978.
5. Conversaciones con Raúl Matera; Corregidor; 1980.
6. Para que no se vayan…; DH; 1981.
7. El alfonsinismo; Fundación Ross; 1985.
8. Sobre la importancia del calefón; Flor de Ceibo; 1987.
9. La biaba; Servicios y contrataciones; 1987.
10. Conversando con el teniente coronel Aldo Rico; Fortaleza; 1989.
11. La Tablada; Fortaleza; 1989.
12. Ven con nosotros a caminar; Parroquia María Auxiliadora; 1991.
13. Para bien y para mal; Prea; 1991.
14. Ensayos de parasociología; Universidad Nacional de Formosa; 1996.
15. El asno del pensamiento nacional, vida de Luis Soler Cañas; Instituto Nacional de Investigaciones Históricas Juan Manuel de Rosas; 1996.
16. Peronismo y pensamiento nacional: 1955-1973; Biblos; 1997.
17. Compañeros; Biblos; 1999.
18. Villa Manuelita: la memoria y la esperanza; Casa del Folclore; 2003.
19. Aguafuertes lomenses; Boquerón; 2005.
20. Formosa y sus escritores; Boquerón; 2005.
21. La JP del 45; Boquerón, 2005.
22. Grandes de entrecasa; Boquerón; 2006.
23. El fuego del nordeste; Boquerón; 2007.
24. Los arrabales y Jacqueline; Boquerón; 2007.
25. “El hoy y los ayeres”; en F.O.R.J.A: 70 años de pensamiento nacional. La resistencia; Corporación Buenos Aires Sur; 2007.
26. “El peronismo de Forja y el forjismo de Perón”; en F.O.R.J.A.: 70 años de pensamiento nacional. El gobierno y derrumbe: Corporación Buenos Aires Sur; 2007.
27. La rabia camorrera de las Malvinas; Fabro; 2007.
28. Patriotas y patriadas; Boquerón; 2007.
29. Moreno de mis amores; Boquerón; 2008.
30. “Raúl Scalabrini Ortiz. El escritor y la dignidad”; en Raúl Scalabrini Ortiz. Su lucha y sus enseñanzas; Fabro; 2009.
31. “Un bicentenario de más de doscientos años”: en Bicentenario de la Revolución de Mayo y la emancipación americana; Instituto Superior Dr. Arturo Jauretche; 2010.
32. Nostalgias y esperanzas, historias de Moreno; Fabro; 2010.
33. Las JP de Darwin Passaponti a Ramón Cesaris; Fabro; 2010.
34. “El matrero de El Pueblito; en Ocurrió en mayo; Fabro; 2011.
35. Cristina, los setenta y la Vuelta de Obligado; Fabro; 2011.
36. Los “zurdos” y Catellani; Fabro; 2012.
37. 37) “Los pioneros del revisionismo nacional, popular y federalista y los medios que difundieron sus ideas y propósitos”; en la otra historia. El revisionismo nacional, popular y federalista; Ariel; 2012.
38. “La chica del 17”; en Canción de Gesta Argentina; Fabro; 2012.
39. Homero Manzi. Un clásico de la Argentina esencial; Fabro; 2013.
40. La batalla cultural. Crónicas de la Feria del libro; Fabro; 2013.
41. Carlos Mujica y el retorno de Perón: Fabro; 2014.
42. Patria de escritores: Fabro; 2014.
43. “Esteban Laureano Maradona: escándalos y pasiones”; en Tributo Cancionero a Esteban Laureano Maradona; Fabro; 2014.
44. Norberto Galasso. Un argentino de la Patria Grande”; en la otra historia II. La Patria Grande y sus pensadores. Ariel; 2015.
45. Esencia y existencia de la Argentina en sus pintores; Instituto Superior Dr. Arturo Jauretche; 2015.
46. “Darwin Angel Passaponti, el primer mártir”; en las patas en la fuente. El pueblo al poder; Instituto Superior Dr. Arturo Jauretche; 2015.

47. Formosa: textos y contextos. Fabro. 2016
48. La muerte y el manantial. Fabro. 2017
49.  Hechos en Moreno; Prosa. 2017
50.  El despertar de las muchachas; Fabro. 2017
51.  José Hernández: La amistad de las guitarras y de los hombres y Juan Manuel Blanes en Los 33 orientales. Rosa Guarú. 2017
52.  En el nombre del hijo; el futbol la vida: homenaje a Diego Armando Maradona; Fabro; 2021
53.  Sudestada: el revisionismo histórico nacional y popular en los 60; Capiangos - Peronismo Militante; 2022
54.   Sentir y Pensar: el peronismo desde la vida cotidiana; Fabro; 2024

### Sus prólogos
- Mandarini, Liliana; Caricaturas de Sal; 1977.
- Hernández, Fernando; Mi familia y otros bárbaros; Boquerón, 2015.
- Surra, Roberto; Incorregibles; Sur y Sur; 2005.
- Aguirre, Catalino; Paisajes del Corazón; Apóstrofe; 2007.
- Hernández, Fernando; Mis Amigos y otros Bárbaros 2007.
- Addisi; Federico; San Martín, Rosas, Perón. Un homenaje a Fermín Chávez; Fabro; 2008.
- Actis; Oscar; A flor de llanto; Boqueron; 2009.
- Discepolo; Enrique Santos; Mordisquito ayer y hoy; Fabro; 2011.
- Perón; Juan Domingo; Modelo Argentino para el Proyecto Nacional; Fabro; 2012.
- Perón; Juan Domingo; Yo vine a consolidar la liberación; Cuadernos Pensamiento Militante; Fabro; 2012.
- Jauretche; Arturo; Reflexiones sobre la victoria; Cuadernos Pensamiento Militante; Fabro; 2012.
- Mujica; José "Pepe";La causa y el guiso. Cuaderno Pensamiento Militante; Fabro; 2012.
- Hernández, José; Las Islas Malvinas; Cuadernos Pensamiento Militante; Fabro; 2012.
- Neifert; Agustín; Rosas y su época en el cine nacional; Fabro; 2012.
- Rachid; Jorge; La revolución nacional...una sinfonía inconclusa;Fabro; 2012.
- Lupo; Víctor; Deportistas y hazañas deportivas. 100 ídolos tucumanos 1912-2012; Corregidor; 2013.
- Manson; Enrique; Te la hago Corta;San Baylon-Instituto Superior Arturo Jauretche; 2013.
- Di Giacinti; Daniel; Peronismo;¿Reforma o Revolución?; Fundación Villa Manuelita; 2013.
- Massarolli; José; ¡Facundo!La Duendes;2014.
- Astesano; Eduardo; Rosas; Bases del nacionalismo popular; Fondo Nacional de las Artes; 2014.
- Massarolli, José. Victoria en el Paraná; Fabro. 2017
- Volonteri, Clelia; cuentos de la musurana; 2018